# Armas de destrucción masiva en Argelia
En 1991, el gobierno de Estados Unidos dijo que había descubierto detalles de la supuesta construcción de un reactor nuclear en Argelia. The Washington Times acusó al país de desarrollar armas nucleares con la ayuda del gobierno chino. El gobierno argelino admitió que estaba construyendo un reactor, pero negó cualquier secreto o propósito militar. La vigilancia de los satélites estadounidenses también sugirió que el reactor no se utilizaría con fines militares. China había llegado a un acuerdo en secreto en 1983 para ayudar a Argelia a desarrollar un reactor nuclear.
En noviembre de 1991, sucumbiendo a la presión internacional, Argelia colocó el reactor bajo las salvaguardias del OIEA. Argelia firmó el Tratado de No Proliferación Nuclear en enero de 1995 y ratificó la Convención sobre Armas Químicas. En agosto de 2001, Argelia se adhirió a la Convención sobre Armas Biológicas.